# John Kappler
John Wayne Kappler (Baltimore, 22 de dezembro de 1943) é um bioquímico e imunologista estadunidense.
É professor do Departmento de Imunologia Integrada da National Jewish Health. Sua área principal de pesquisa é o linfócito T, assunto com o qual colabora com sua mulher Philippa Marrack. Em 1983 descobriram o receptor de células T, juntamente com Ellis Reinherz e James Patrick Allison.

## Prêmios e condecorações
- 1986 - Apontado investigador, Instituto de Medicina Howard Hughes
- 1989 - Eleito membro, Academia Nacional de Ciências dos Estados Unidos
- 1993 - Prêmio William B. Coley do Cancer Research Institute
- 1994 - Prêmio Louisa Gross Horwitz da Universidade Columbia
- 2015 - Prêmio Wolf de Medicina